# Ixhuatlán de Madero
Ixhuatlán de Madero là một đô thị thuộc bang Veracruz, México. Năm 2005, dân số của đô thị này là 48609 người.